# All the Best 3 CD Box
Az All The Best 3 CD Box Bonnie Tyler válogatásalbuma, amely néhány dal híján tartalmazza a Bitterblue, Angel Heart és a Silhouette In Red album dalait.

## A kiadványról
A három CD azokat célozza meg, akik szerették Bonnie Tyler '90-es évek elején megjelent albumait és annak  Modern Talking-os stílustát. A német Ariola Express az All The Best című kiadványának nem titkolt szándéka, hogy a 3 Dieter Bohlen album dalait ismét el lehessen adni. a 48 dalt tartalmazó cédék mindegyike egy '70-es évekből származó slágerrel indít. A harmadik korong utolsó, záró dala pedig szintén a hetvenes évekből való. Mindegyik lemezen van egy-két hosszabbított verzió, vagy rádio mix. A lemezenként 16 dal között 2 dal kivételével megtalálható mind a 3 Bohlen-album. Egyedül a You Won't See Me Cry-t és a Born To Be A Winner-t hagyták ki (ami Tyler egykori The Best című slágerének zenei alapjára épült).

## Dalok
CD1:
- Lost In France
- Heaven
- Fools Lullaby (Radio Mix)
- Bitterblue
- Back Home
- Sally Comes Around
- Send Me the Pillow
- From the Bottom of My Lonely Heart
- Before We Get Any Closer
- You Are So Beautiful
- Stay
- Fire in My Soul
- Silhouette in Red
- Bad dreams
- I Climb Every Mountain
- Clouds In My Coffee

CD2:
- It's a Heartache
- Breakout
- Call Me (Extended Mix)
- Against the Wind
- James Dean
- Save Your Love (Duet With Frankie Miller)
- Years may come
- Cryin' a little
- Take A Chance
- Race to the Fire
- Angel Heart
- Daytime Friends
- I'm Only A Lonely Child
- All We Have Is Tonight
- You're The Greatest Love
- I Cry Myself To Sleep At Night

CD3:
- More Than a Lover
- Where were you (Radio mix)
- God Gave Love To You (Extended Version)
- Sending Me Angels
- Careless Heart
- Whenever You Need Me
- Why
- Till the End of Time (with Dan Hartman)
- Heaven Is Here (Duet With Giorgio Moroder)
- Love Is in Love Again
- Too Hot
- Save Me
- He's Got a Hold on Me
- Tell Me the Truth
- Keep Your Love Alive
- Here Am I